# Hall boy
En hall boy var en av de lägst rankade manliga hushållsarbetarna i ett så kallat great house i Storbritannien. Det var vanligtvis en pojke/ung tonåring, och hans namn kom av att de flesta av hans arbetsuppgifter utfördes i tjänarnas matsal, där han i många fall även sov.
Precis som hans kvinnliga motsvarighet, grovköksflickan, förväntades många hallpojkar arbeta flera timmar om dagen. Hans arbetsuppgifter var att tömma pottorna åt högre rankad hushållspersonal, och (om stövelpojke) rengöra stövlarna.
En hallpojke kunde sedan avancera i graderna och slutligen bli en vanlig betjänt eller butler. Arthur Inch, känd från filmen Gosford Park, förklarade i en intervju att han som 15-åring började arbeta som hallpojke.

### Fotnoter
1. ↑  ”Arkiverade kopian”. Arkiverad från originalet den 9 mars 2015. https://web.archive.org/web/20150309020450/http://articles.chicagotribune.com/2003-11-30/features/0311300514_1_napkins-tables-dinner. Läst 8 oktober 2012.